# 이대역
이대역(梨大驛, Ewha Womans Univ. station)은 서울특별시 마포구 염리동과 서대문구 대현동에 걸쳐 있는 서울 지하철 2호선의 지하철역이다. 인근에 이화여자대학교 정문이 있어 역명이 제정되었다. 
이 역은 리모델링 작업으로 이화여자대학교의 상징인 배꽃(梨花)이 역 구내에 그려져 있다. 이화여자대학교 정문 옆길로 경의·중앙선 신촌역과 연계된다.

## 역사
- 1983년 6월 30일 : 이대역으로 역명 결정[1]
- 1984년 5월 22일 : 서울 지하철 2호선 서울대입구 ~ 을지로입구 구간 개통과 함께 영업 개시 (출구 7개)
- 2005년 12월 15일 : 경사형 엘리베이터 설치
- 2006년 4월 30일 : 승강장 스크린도어 설치
- 2007년 2월 9일 : 역사 리모델링 공사 끝

## 역 구조
승강장은 1면 2선의 섬식 승강장이며, 스크린도어가 설치돼 있다. 출구는 6개다. 이 역은 주변이 높은 편이기 때문에 대합실과 승강장 간 심도 차이가 크고, 구조상 경사형 엘리베이터가 설치돼 있다.

### 승강장
| 신촌(지하) ↑           |
| 내외 \|                |
| ↓ 아현(추계예술대학교) |

| 외선순환 | ● 서울 지하철 2호선 | 신촌(지하)·홍대입구 · 영등포구청 · 신도림 방면       |
| 내선순환 | ● 서울 지하철 2호선 | 시청·을지로입구(하나은행)·신당 · 성수(올리브영) 방면 |

## 역 주변
- 신촌우체국
- ● 수도권 전철 경의·중앙선 신촌역
- 이화여자대학교 정문
- 이대부속초등학교
- 이대부속중학교
- 이대부속고등학교
- 마포구치매안심센터
- 서울특별시 서부교육지원청
- 서울대신초등학교
- 서울북성초등학교
- 북아현시민아파트
- 숭문중학교
- 숭문고등학교
- 서강대학교 (후문)
- 서울한서초등학교
- 대흥동행정복지센터
- 신촌동행정복지센터
- 대현동럭키아파트

## 이용객 변동
| 노선  | 노선   | 일평균 인원수 (명/일) | 일평균 인원수 (명/일) | 일평균 인원수 (명/일) | 일평균 인원수 (명/일) | 일평균 인원수 (명/일) | 일평균 인원수 (명/일) | 일평균 인원수 (명/일) | 일평균 인원수 (명/일) | 일평균 인원수 (명/일) | 일평균 인원수 (명/일) | 각주  |
| 노선  | 노선   | 2000년                | 2001년                | 2002년                | 2003년                | 2004년                | 2005년                | 2006년                | 2007년                | 2008년                | 2009년                | 각주  |
| ----- | ------ | --------------------- | --------------------- | --------------------- | --------------------- | --------------------- | --------------------- | --------------------- | --------------------- | --------------------- | --------------------- | ----- |
| 2호선 | 승차   | 30,881                | 31,261                | 30,450                | 28,040                | 27,302                | 25,592                | 24,358                | 24,349                | 24,276                | 24,851                | [ 2 ] |
| 2호선 | 하차   | 31,399                | 32,637                | 31,715                | 29,156                | 28,301                | 26,177                | 24,926                | 24,842                | 24,397                | 25,407                | [ 2 ] |
| 2호선 | 승하차 | 62,279                | 63,898                | 62,165                | 57,196                | 55,604                | 51,768                | 49,285                | 49,191                | 48,674                | 50,258                | [ 2 ] |
| 노선  | 노선   | 2010년                | 2011년                | 2012년                | 2013년                | 2014년                | 2015년                | 2016년                | 2017년                | 2018년                |                       | [ 2 ] |
| 2호선 | 승차   | 24,196                | 24,168                | 23,991                | 24,096                | 24,974                | 23,093                | 21,969                | 20,163                | 19,969                |                       | [ 2 ] |
| 2호선 | 하차   | 24,874                | 25,010                | 24,882                | 25,118                | 26,018                | 24,356                | 23,362                | 21,413                | 21,174                |                       | [ 2 ] |
| 2호선 | 승하차 | 49,070                | 49,178                | 48,873                | 49,214                | 50,992                | 47,449                | 45,331                | 41,576                | 41,143                |                       | [ 2 ] |

## 인접한 역
| 서울 지하철 2호선 을지로순환선 | 서울 지하철 2호선 을지로순환선 | 서울 지하철 2호선 을지로순환선 |
| ------------------------------ | ------------------------------ | ------------------------------ |
| 240 신촌 외선 순환             | ● 서울 지하철 2호선            | 242 아현 내선 순환             |

## 사진

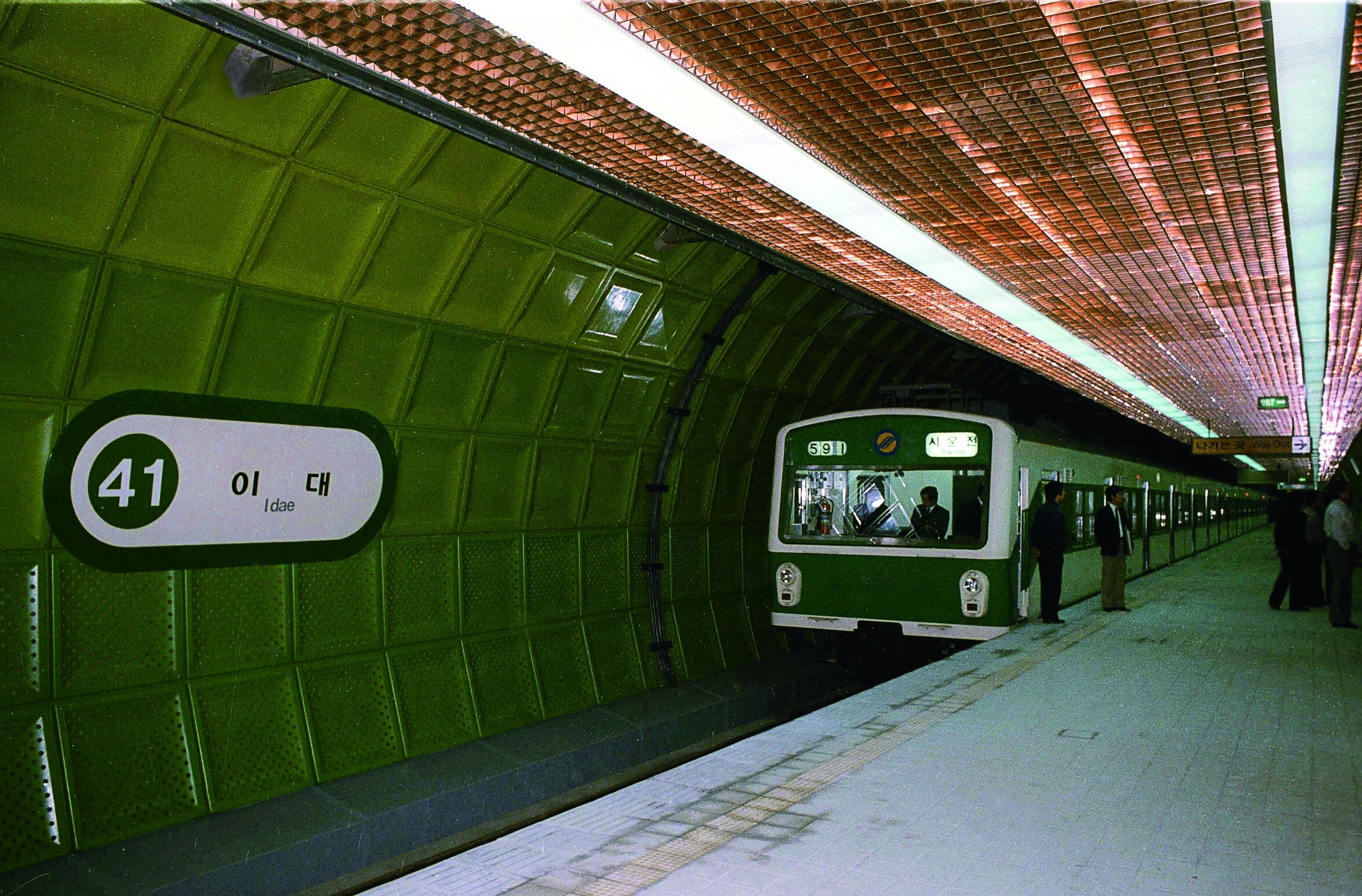
승강장(1984년 4월 15일)